# Route 303 (Québec)
Pour les articles homonymes, voir Route 303.
La route 303 (R-303) est une route régionale québécoise d'orientation nord / sud située sur la rive nord du fleuve Saint-Laurent. Elle dessert la région administrative de l'Outaouais.

## Tracé
La route 303 relie les municipalités de Portage-du-Fort et d'Otter Lake, en passant par Shawville, où elle croise la route 148.

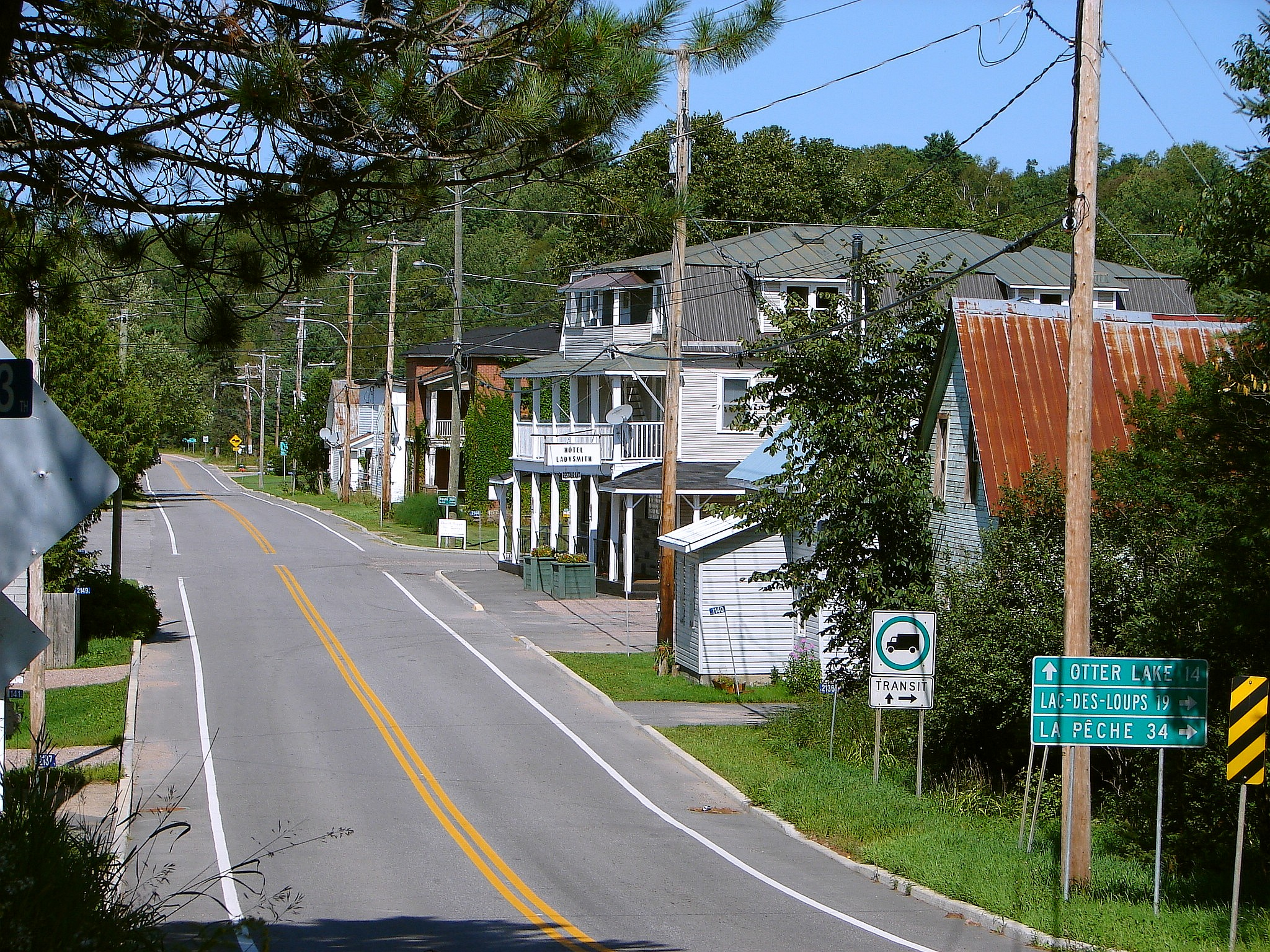
Intersection des routes 366 et 303 à Ladysmith.

## Localités traversées (du sud au nord)
Liste des municipalités dont le territoire est traversé par la route 303, regroupées par municipalité régionale de comté.

### Outaouais
Pontiac
- Portage-du-Fort
- Clarendon
- Shawville
- Thorne
- Otter Lake

## Intersections majeures
| MRC                     | Municipalité    | km    | Destinations                                    | Notes                                                                              |
| ----------------------- | --------------- | ----- | ----------------------------------------------- | ---------------------------------------------------------------------------------- |
| Pontiac                 | Portage-du-Fort | 0,00  | R-301 – Chenaux (Ont.), Bryson                  |                                                                                    |
| Pontiac                 | Shawville       | 13,70 | R-148 ouest – Fort-Coulonge, Bryson             | Terminus sud du multiplex avec la R-148; Bryson indiqué en direction sud seulement |
| Pontiac                 | Shawville       | 15,10 | R-148 est – Gatineau                            | Terminus nord du multiplex avec la R-148                                           |
| Pontiac                 | Ladysmith       | 36,60 | R-366 – Lac-des-Loups, La Pêche                 |                                                                                    |
| Pontiac                 | Otter Lake      | 50,10 | R-301 – Campbell's Bay, Danford Lake, Kazabazua |                                                                                    |
| - Terminus de multiplex |                 |       |                                                 |                                                                                    |